# Días de feria
Días de feria es una comedia española estrenada en 1960, coescrita y dirigida por Rafael J. Salvia.

## Sinopsis
Rosa y Germán son los elegidos para representar a un pequeño pueblo de La Mancha en la Feria de la Casa de Campo de Madrid,  donde el acto principal es un certamen folklórico de las diferentes regiones de España. Junto a ellos, Damián y algunos vecinos más del pueblo también viajaran a la capital para dar una buena imagen del mismo.

## Reparto
- Pepe Isbert como Don Damián
- Pilar Cansino como Rosa
- Javier García como Germán
- Gisia Paradís como Erika
- José Luis López Vázquez como Figueroa
- Irene Daina como Maruxa
- Enrique Ávila como Antón
- Pedro Beltrán como Isidoro
- Luis Sánchez Polack como Empleado Parque Sindical Deportivo #1
- Joaquín Portillo 'Top' como Empleado Parque Sindical Deportivo #2
- Josefina Serratosa como La Minera
- Antonio Martínez como Alcalde
- Carmen Porcel como Mujer del alcalde
- Jesús Puente como	Locutor
- Nora Samsó como Madre de Tichu
- Ángel Álvarez como Miembro del jurado del concurso de vacas
- Pablo Sanz como Tichu
- Manuel Insúa como	Presidente del jurado del concurso musical
- Manuel Arbó como Hombre sorprendido
- Lola García como Mujer sorprendida
- Santiago Ontañón como Presidente del jurado del concurso de vacas
- Goyo Lebrero como	Vendedor de refrescos
- Juan Bienvenida como Torero
- Tony Leblanc como	Camarero tartamudo
- Juan Cazalilla como Otro camarero
- Rafael Hernández como	Miembro del grupo de Cerejuela
- Carlos Lucas como Espectador
- Antonio Padilla como	Portero de la plaza
- Luis Rivera como Miembro del jurado del concurso musical
- Pedro Sempson como Conserje